# Ohmyia
Ohmyia là một chi ruồi trong họ Syrphidae.